# Them (multinationale Band)
Them ist eine 2014 gegründete Heavy-Metal-Band.

## Geschichte
Ursprünglich als reine Tribute-Band angelegt, wurde Them 2014 als Studioband gegründet. Im Frühjahr 2016 wurde die Debüt-EP Fear Them von Empire Records veröffentlicht. Nach einer US- und Kanada-Tournee im Vorprogramm von Helloween erschien im Oktober 2016 das Debüt-Album Sweet Hollow, ebenfalls bei Empire Records. Im Frühjahr 2017 folgte eine Europa-Tournee und mehrere Festival-Auftritte. Unter anderem trat die Band in den Niederlanden, Spanien und Dänemark auf. Zu Beginn des Jahres 2018 schloss die Gruppe einen Vertrag mit SPV ab und kündigte eine Albumveröffentlichung noch für das gleiche Jahr an.

## Stil
Die als King-Diamond-Coverband gegründete Band spielt eine Mischung aus Heavy Metal und Power Metal mit progressiven Elementen. Dabei wird der Band die Nähe zu King Diamond von unterschiedlichen Rezensenten bescheinigt. Insbesondere der Gesang orientiere sich meist an dem Vorbild der Gruppe. Dennoch sei die Musik nicht auf eine Kopie King Diamonds zu begrenzen, so beurteilt Boris Kaiser in einer für das Magazin Rock Hard verfassten Rezension:

„Trotz Storyline, der partiell sehr King-Diamond-mäßigen (und fantastischen!) Vocals von Norr und ans ‚Original‘ erinnernder Songaufbauten sind THEM aber klar mehr als lediglich Nachäffer von Kim Bendix Petersen, sie zeichnen vielmehr verantwortlich für ein auch ohne ‚Querverweise‘ super funktionierendes Power-Metal-Album, das sich zwischen US-amerikanischen Errungenschaften und ein paar Euro-Einflüssen (beim speedigen ´The Harrowing Path To Hollow´ oder dem Anfang von ´Down The Road To Misery´ scheinen Blind Guardian zu ‚Tales From The Twilight World‘-Zeiten durch) wohlfühlt und wenig überraschend auch vom von Lanfear und Septagon bekannten Melodieverständnis Ullrichs lebt.“

## Diskografie
- 2016: Fear Them (EP, Empire Records)
- 2016: Sweet Hollow (Album, Empire Records)
- 2018: Manor of the Se7en Gables (Album, SPV/Steamhammer)
- 2019: Back in the Garden Where Death Sleeps (Single, SPV/Steamhammer)
- 2020: Return To Hemmersmoor (Album, SPV/Steamhammer)
- 2022: Fear City (Album, SPV/Steamhammer)
- 2024: The Goblin Sessions (EP, SPV/Steamhammer)